# Menorquina
La menorquina es una raza vacuna española autóctona de Menorca.
La menorquina o mahonesa es una raza con un pelaje variable del rubio al retinto, y un peso de entre 400 y 500 kilos. Puede presentar manchas blancas en el vientre. Se utiliza principalmente para la producción de carne.
Es una de las razas europeas más estudiadas genéticamente, y figura la primera en capacidad de producción de k-caseína, factor de gran importancia para la transformación de leche en queso. Con su leche se hace requesón y queso de Mahón.

## Historia
El antecedente directo de la raza menorquina fue probablemente la  raza marinera, extendida antes por el litoral  catalán y  levantino y que hoy ya ha desaparecido. La presencia del ganado bovino en la isla data, como mínimo, de la época de los "talaiots" de antes del siglo X a. C. Hay una teoría migratoria que propone que el vacuno rojo convexo del sur de la península ibérica sigue el mismo camino que la cultura del vaso campaniforme, lo que concuerda con la hipótesis de que ya estaban en Menorca al menos en la época de los talayotes. Una prueba son los huesos de vacuno encontrados en las excavaciones de algunas de las abundantes construcciones talayóticas menorquinas.
En todos los países que rodean el Mar Mediterráneo, y quizás con mayor incidencia en las islas, hay constancia de algunas razas familiares de la menorquina, todas descendientes del tronco bovino rojo convexo. La cría de vacuno se ha mantenido en Menorca a lo largo del tiempo con todas las culturas que han pasado, fenicia, griega, romana, musulmana, catalana, británica, francesa, española, etc.
La raza dispone de una Asociación de Ganaderos dedicada a la preservación de la raza, una acción fundamental en los últimos años con la que se ha podido evitar la extinción de la raza. También es la encargada de llevar el Libro Genealógicode la raza.
Cabe destacar también la creación en 2005 de la marca de calidad Vermella Menorquina Archivado el 19 de septiembre de 2015 en Wayback Machine., autorizada por el nivel mostrado por la carne de la raza autóctona.

## Características generales
Es una raza rústica, fuerte, tranquila y con un gran instinto maternal.
Su tamaño es mediano y sus proporciones alargadas. La conformación corporal se aproxima al biotipo de doble producción (leche y carne).
Los animales en su mayoría carecen de cuernos y su color es rojo, con variaciones de intensidad que van desde el rubio claro al rojo oscuro.
El peso medio de las vacas adultas es de unos 500 kg., en tanto que el de los machos es de 900 kg.
- Rústica y fuerte.
- Tranquila.
- Gran instinto maternal.
- Tamaño mediano, el peso mediano de las vacas adultas es de 500 kg y el de los machos de 900 kg.
- Proporciones alargadas.
- Conformación corporal que se aproxima al biotipo de producción de leche y carne.
- Piel gruesa.
- Pelo corto y fino.
- Color de pelo rojo, con variaciones de intensidad del rubio claro al castaño oscuro; los machos suelen ser más oscuros.
- Mucosas en general rosadas, pero algunas hembras las pueden tener oscuridades.
- Sin cuernos.
- Cabeza subconvexa y relativamente corta, frente con tupé.
- Morro ancho.
- Ojos oblicuos.
- Orejas gordas, parcialmente caídas y con abundante pilosidades internas.
- Cuello de longitud mediana, moderadamente musculado y provisto de una ligera protuberancia.
- Cuerpo profundo.
- Vientre ancho.
- Línea dorsolumbar recta.
  - Grupa ancha y angulosa.
- Cola de nacimiento alto, larga y con un copo de pelo en el extremo.
- Extremidades de longitud mediana, tirando a larga.
- Aplomos correctos.
- Potones anchos y fuertes.
- Braguero muy implantado, abundando y muy irrigado, con cuartos armónicos y de piel fina.
- Época de parto de septiembre a noviembre.
- Temporada de ordeñar hasta el mes de junio, con el límite tradicional de la fiesta de San Juan.
- Alimentadas únicamente con pastos naturales de secano.